# Simlock
Een simlock is een blokkade die in een mobiele telefoon aangebracht wordt om te voorkomen dat de bezitter de simkaart omwisselt voor die van een andere telefonieaanbieder (lijst van aanbieders). Simlock wordt door deze providers toegepast op de telefoons die zij als onderdeel van een abonnement verkopen. Omdat de telefoons daardoor vaak relatief goedkoop worden aangeboden, en de telefonieaanbieders het verschil met de normale verkoopwaarde geheel of gedeeltelijk moeten bekostigen, proberen zij de klanten een langere tijd te behouden door het toepassen van simlock om zo deze investering terug te verdienen. Anno 2019 werden in de Benelux nog maar weinig telefoons met simlock verkocht. Ook wanneer een telefoon samen met een abonnement wordt gekocht zijn ze meestal 'unlocked'.

## Simlock-vrij maken
In Nederland hebben de aanbieders afgesproken dat de bezitter na een jaar de deblokkeringscode gratis kan opvragen, waarmee de telefoon simlockvrij gemaakt kan worden. Tussentijds kan ook, maar dan zal de provider gewoonlijk een vergoeding eisen, omdat de economische grond voor het geven van de korting weggevallen is.
Er zijn diverse mogelijkheden om zonder toestemming van de provider de simlock te verwijderen, bijvoorbeeld via onafhankelijke telecomwinkels, maar hieraan zijn potentieel nadelen verbonden. Er is bijvoorbeeld geen zekerheid of de telefoon het na het verwijderen van de simlock nog goed doet. Bovendien is het de provider die als leverancier van de telefoon optreedt en daarmee verantwoordelijk is voor de garantie van het toestel. Het zonder toestemming simlockvrij maken wordt door providers gewoonlijk beschouwd als een uitsluitingsgrond voor de garantie.

## Juridische status
Overigens is het niet verboden om de simlock tussentijds te verwijderen. Na aanschaf bezit de koper het toestel en die mag de keuze maken om naar een ander netwerk over te stappen. Dit wordt gewoonlijk gedaan door de software te vervangen of aan te passen, wat niet verboden is als de aanpasser of de opdrachtgever auteursrechten of een licentie bezit voor de vernieuwde software.
Onder andere is in een uitspraak van een Nederlandse rechtszaak het volgende vrijgegeven over het verwijderen van de simlock van mobiele telefoons:
"Een simlock en een serviceproviderlock kunnen niet worden aangemerkt als auteursrechtelijk beschermd werk." en "Het veranderen van een simlock of serviceproviderlock, dan wel het binnendringen in een dergelijke voorziening is dan ook niet als wederrechtelijk te beschouwen."